# La forza di gravità
La forza di gravità è la quarta storia a fumetti di Valentina, celebre personaggio creato da Guido Crepax. Si tratta del primo episodio in cui Neutron è completamente assente e Valentina è l'unica protagonista. Insieme a Valentina con gli stivali e La Marianna la va in campagna costituisce l'arco narrativo delle Fiabe robotiche. La parte finale (Fumetto di un fumetto) in origine è stata pubblicata come prologo a Valentina con gli stivali.

## Trama
Valentina è in stato di shock dopo l'avventura vissuta ne I Sotterranei e viene ricoverata in una clinica psichiatrica del Maryland. Nel frattempo, una sonda robotica appare su una spiaggia accanto ad una ragazza e ne clona il corpo.
In clinica, Valentina incontra Zelda Fitzpatrick, anche lei ricoverata, la quale sostiene che la sua segretaria, Martha, intende ucciderla per prenderne il posto. Valentina nota che la ragazza ha un peso straordinario, tanto da piegare i gradini delle scale e sfondare le poltrone su cui siede. Una sera Martha (che è la ragazza che finora si è presentata come Zelda) uccide quest'ultima strangolandola con una calza di Valentina (che si è addormentata dopo che Martha le ha fatto fumare della marijuana), quindi tenta di incastrare proprio Valentina lasciando sulla scena anche una sua ciocca di capelli. Valentina si sveglia in tempo per vedere Martha precipitare dalla finestra e frantumarsi a terra a causa del suo peso. Le indagini scagionano Valentina, confermando la massa anomala da cui Zelda è stata schiacciata.

### Fumetto di un fumetto
La vicenda viene infine raccontata dalla prospettiva della sonda robotica: dopo essere precipitata nell'Oceano Atlantico ha replicato Zelda, creando Martha. Volendosi sostituire a lei, organizza un piano per manipolare Valentina ed incastrarla per l'omicidio; dopo il fallimento, la sonda robotica procede a clonare il corpo del giardiniere che sta raccogliendo i frantumi del corpo di Martha.

## Personaggi

### Valentina Rosselli
Fotografa milanese ricoverata in una clinica psichiatrica dopo aver vissuto un'avventura surreale nel mondo sotterraneo.

### Zelda Fitzpatrick
Figlia di un senatore americano, è anche lei ricoverata nella clinica. Non volendo partecipare agli eventi mondani di suo padre, spesso si faceva sostituire dalla sua assistente Martha, dall'aspetto molto simile al suo. Quest'ultima però si comportava in modo stravagante al punto da farla ricoverare.

### Martha / Sonda spazialeNebulosa-3015
Clone di Zelda creato da una sonda robotica aliena. Vuole sostituire ed eliminare Zelda e per questo mette in atto un piano articolato per farla ricoverare in una clinica psichiatrica ed incastrare un'altra paziente (Valentina) per il suo omicidio. Il piano fallisce all'ultimo momento in quanto Martha, non essendo umana, è caratterizzata da un peso di quasi 200 kg ed il suo corpo finisce in frantumi cadendo dalla finestra.

## Pubblicazioni
- ALI BABA dicembre 1967 / maggio 1968[1][2]
- Milano Libri (Valentina con gli stivali) ottobre 1970
- RCS (Volume 3) 2007
- Salani (Fiabe robotiche) 2010
- Mondadori (Volume 20) 2015